# Wake Up Call (KSI-dal)
A Wake Up Call KSI brit rapper dala debütáló stúdióalbumáról, a Dissimulationről (2020). A dalon közreműködött Trippie Redd amerikai rapper és énekes. A dal producere S-X és Mally Mall voltak. 2020. január 31-én jelent meg digitális letöltésként és streaming platformokon, az RBC Records és a BMG kiadókon keresztül, mint az album második kislemeze. A Wake Up Call egy pop-rapdal, szövegében KSI arról beszél, hogy azok, akik korábban megkérdőjelezték végre elfogadják sikerét.
A Wake Up Callt méltatták a zenekritikusok, akik méltatták annak zenei alapját és Trippie Redd fülbemászó refrénjét. A dal 11. helyig jutott a brit kislemezlistán és az első alkalom volt, hogy KSI egy dala szerepelt a magyar slágerlistákon. Ezek mellett sikeres volt Ausztráliában, Észtországban, Írországban, Hollandiában és Kanadában is. A dalhoz a megjelenés napján kiadtak egy videóklipet is.

## Háttér
A közreműködésről KSI a következőt mondta: „Eléggé átlagos volt. Megkértük, hogy segítsen a számon. Tetszett neki és igent mondott. A videóklip forgatásán találkoztunk először. Jó srác. Sokat beszélgettünk. Azt mondtuk, hogy egyszer majd együtt leszünk egy stúdióban.” „A vokáljai nagyon különböznek az enyémtől. [...] Jól működött.”

## Videóklip
A dal videóklipjét Nayip Ramos rendezte és Hollywoodban, Los Angelesben forgatták. KSI YouTube csatornáján jelent meg, 2020. január 31-én. A videóklip az Austin Powers-sorozat paródiája. Benne KSI és Trippie Redd látható, egy táncos csoporttal.
KSI a következőt mondta a videó koncepciójáról: „Egy elég vicces forgatás volt. Sokat beszéltem a rendezővel, hogy biztosan megértse az ötletet.” A videóban viselt öltözetekről pedig a következőt nyilatkozta: „Nem is tudtam, hogy egy sárga ruhát fogok hordani, szóval elég vicces volt és az első benyomásom az volt, hogy ’Nevetségesen nézek ki.’ Soha nem hordtam ilyen ruhákat. [...] Érdekes volt látni, hogy mi lett a videóból és nagyon boldog voltam a végkimenetellel.” Nayip Ramos a következőt mondta: „Az egyik legambiciózusabb, legnevetségesebb díszletem volt. Nagyon jó volt a hangulat a forgatás közben! Nagyon jó volt!”

## Közreműködő előadók
A Tidal adatai alapján.
- KSI – dalszerzés, vokál
- Trippie Redd – dalszerzés, vokál
- S-X – producer, dalszerzés
- Mally Mall – producer, dalszerzés
- Mams Taylor – dalszerzés
- Byron Trice – dalszerzés
- William Rappaport – dalszerzés
- Michalis Michael – keverés
- Henkka Niemistö – mastering

## Slágerlisták
| Slágerlista (2020)                  | Legmagasabb pozíció |
| ----------------------------------- | ------------------- |
| Ausztrália (ARIA)                   | 92                  |
| Ausztrália Hip Hop/R&B (ARIA)       | 28                  |
| Brit kislemezlista (OCC)            | 11                  |
| Brit R&B-lista (OCC)                | 7                   |
| Brit Indie-lista (OCC)              | 1                   |
| Euro Digital Song Sales (Billboard) | 7                   |
| Észtország (Eesti Tipp-40)          | 36                  |
| Hollandia (Single Tip)              | 29                  |
| Írország (IRMA)                     | 23                  |
| Kanada (Canadian Hot 100)           | 85                  |
| Magyarország (Single Top 40)        | 26                  |
| Skócia (OCC)                        | 3                   |
| Új-Zéland Hot Singles (RMNZ)        | 3                   |

## Minősítések
| Régió                    | Minősítés | Példányszám |
| ------------------------ | --------- | ----------- |
| Egyesült Királyság (BPI) | Ezüst     | 200,000     |

## Kiadások
| Régió              | Dátum            | Formátumok                       | Kiadás      | Kiadó       | For.   |
| ------------------ | ---------------- | -------------------------------- | ----------- | ----------- | ------ |
| Világszerte        | 2020. január 31. | - digitális letöltés - streaming | Eredeti     | - RBC - BMG | [ 21 ] |
| Egyesült Királyság | 2020. február 7. | Felnőtt kortárs rádió            | Eredeti     | - RBC - BMG |        |
| Világszerte        | 2020. március 6. | - digitális letöltés - streaming | Yoshi Remix | - RBC - BMG | [ 22 ] |